# Putatan
Putatan is een plaats en gemeente (majlis daerah; district council) in de Maleisische deelstaat Sabah, onderdeel van het district Penampang. De plaats bevindt zich aan de kust, ten zuiden van de hoofdstad Kota Kinabalu en op slechts enkele kilometers afstand van de internationale luchthaven van Kota Kinabalu.
Putatan telt 61.782 inwoners.